# Flupentixol
Flupentixol ist ein Arzneistoff aus der Gruppe der Thioxanthene, der als Antipsychotikum zur Behandlung der Schizophrenie verwendet wird.
Flupentixol wurde als Neuroleptikum von der Firma Smith Kline & French 1963 patentiert.

## Isomerie
Flupentixol ist ein Alken mit einer unsymmetrisch substituierten Doppelbindung. Folglich gibt es zwei isomere Formen, das (Z)-Isomer (cis-Isomer) und das (E)-Isomer (trans-Isomer). Die beiden Isomere besitzen unterschiedliche chemische, physikalische und pharmakologische Eigenschaften. Das (Z)-Isomer ist pharmakologisch etwa um den Faktor 50 bis 700 aktiver als das (E)-Isomer.
| Stereoisomere von Flupentixol |                       |                 |
| Name                          | (E)-Flupentixol       | (Z)-Flupentixol |
| Andere Namen                  | trans-Flupentixol     | cis-Flupentixol |
| Strukturformel                |                       |                 |
| CAS-Nummer                    | 53772-85-3            | 53772-82-0      |
| CAS-Nummer                    | 2709-56-0 (unspez.)   |                 |
| EG-Nummer                     | 258-759-0             | 258-756-4       |
| EG-Nummer                     | 220-304-9 (unspez.)   |                 |
| ECHA-Infocard                 | 100.053.399           | 100.053.397     |
| ECHA-Infocard                 | 100.018.459 (unspez.) |                 |
| PubChem                       | 5281878               | 5281881         |
| PubChem                       | 17012 (unspez.)       |                 |
| DrugBank                      | -                     | -               |
| DrugBank                      | DB00875 (unspez.)     |                 |
| Wikidata                      | Q27896066             | Q420350         |
| Wikidata                      | Q27164953 (unspez.)   |                 |

## Pharmakologie
Flupentixol hat die Eigenschaft eines herkömmlichen (typischen) Neuroleptikums aus der Thioxanthen-Reihe mit antipsychotischer Wirkung. Es ist ein hochpotentes Neuroleptikum (mit einem Chlorpromazinindex von etwa 50). Es blockiert als Antagonist etwa mit gleicher Affinität die Dopamin-D1- sowie Dopamin-D2-Rezeptoren. Außerdem blockiert es die Serotonin-5-HT2A-Rezeptoren, geringfügiger auch die α1-Adrenozeptoren und die Histamin-H1-Rezeptoren. Flupentixol wirkt zudem als FIASMA (funktioneller Hemmer der sauren Sphingomyelinase). Wie alle Thioxanthene liegt auch Flupentixol als Gemisch von zwei isomeren Formen vor: das antipsychotisch wirksame (Z)-(cis)- sowie das weniger wirksame (E)-(trans)-Isomer. Im Vergleich zu Chlorpromazin erzeugt Flupentixol mehr Bewegungsstörungen und Schwindel, aber geringere anticholinerge Wirkungen (wie trockenen Mund).

## Verwendung

### Anwendungsgebiete
Flupentixol wird angewendet bei akuten und chronischen Schizophrenien bei motorisch ruhigen Patienten; bei Psychosen, die mit Autismus, Negativismus, Apathie und gesenkter Stimmungslage einhergehen. Bei psychotischen Zuständen, besonders bei resistenten Fällen; bei Paraphrenie; bei organischen Psychosen. Flupentixol hat eine sogenannte biphasische Wirkung: In niedrigen Dosierungen blockiert es vorzüglich die präsynaptischen Dopaminrezeptoren (sogenannte Autorezeptoren) und erhöht dadurch den Dopaminumsatz (Ausschüttung des Dopamin), wodurch eine Besserung der sog. Negativ-Symptome der Schizophrenie wie sozialer Rückzug, affektive Verflachung, aber auch depressiver und ängstlicher Symptome sowie mancher Symptome bei Persönlichkeitsstörungen erreicht wird. In höheren Dosierungen oder als Depot-Injektion (siehe unten) blockiert es vorrangig die postsynaptischen Dopaminrezeptoren, wodurch die eigentliche neuroleptische Wirkung zustande kommt. Bei jeder Anwendung bzw. Dosierung muss der Arzt die potenziellen extrapyramidalen Störungen, die durch das Neuroleptikum verursacht werden könnten, berücksichtigen.

### Darreichungsformen
Flupentixol gibt es in peroralen (zur Einnahme) galenischen Formen wie Tropfen und Tabletten, in denen der Arzneistoff in Form des Flupentixoldihydrochorids eingesetzt wird – eines weißen oder nahezu weißen Pulvers, das sehr leicht löslich in Wasser, löslich in Ethanol und praktisch unlöslich in Methylenchlorid ist. Es handelt sich um ein Isomerengemisch, in dem der Anteil des (Z)-Isomeren 42,0 bis 52,0 % beträgt. Ferner ist das Arzneimittel als Depotinjektion für die intramuskuläre Injektion erhältlich. In der Depotinjektion wird Flupentixol verestert mit der Fettsäure Decansäure   (Flupentixoldecanoat) in öliger Lösung eingesetzt. Dosierungen reichen von den typischen 40 mg bis zu 200 mg. Von der Depotarzneiform werden die Einzeldosen nur einmal alle zwei bis vier Wochen tief in einen Muskel gespritzt. Das ölige Depot im Muskel setzt Flupentixoldecanoat langsam frei und gibt es in den Organismus ab. Die Freisetzung erfolgt durch Diffusion, zum Teil aber auch durch metabolischen Abbau des Öls. Außerhalb des Applikationsortes wird Flupentixoldecanoat enzymatisch hydrolysiert, wobei Decansäure und der aktive Wirkstoff Flupentixol entstehen. Anders als in den oralen Formulierungen liegt im Depotpräparat der Arzneistoff praktisch als reines (Z)-(cis)-Isomer vor. (Z)-Flupentixoldecanoat ist ein gelbes, dickflüssiges Öl, das sehr schwer löslich in Wasser, löslich in Ethanol und leicht löslich in Ether ist.

## Nebenwirkungen
Sehr häufige Nebenwirkungen (bei mehr als 1 von 10 Behandelten) sind Akathisie (Sitzunruhe), Blickkrampf, Dyskinesie (Störung eines Bewegungsablaufs), Frühdyskinese, Hypokinese (Bewegungsarmut), Hypotonie (Blutdruckabfall), Müdigkeit, Parkinsonoid, Rigor (Muskelstarre), Schiefhals, Speichelfluss, Tachykardie (Herzrasen) und Tremor (Zittern), Gefühl des Hinfallens, wenn aus der Bewegung angehalten wird.
Durch eine der Serumosmolarität unangemessen hohe Freisetzung von ADH kann Flupentixol (wie andere Medikamente auch) zum Syndrom der inadäquaten ADH-Sekretion (SIADH) führen, wobei es zu einer vermehrten Rückresorption von freiem Wasser über die Niere kommt, was sich mit einem Abfall vor allem des Natriums im Blut äußert.

## Handelsnamen
Flupentixol wurde 1966 unter dem  Handelsnamen Fluanxol in Deutschland eingeführt und ist auch in anderen europäischen Ländern unter diesem Namen im Markt. Heute gibt es darüber hinaus Generika.
Flupentixol ist oral wirksam (Filmtabletten, Tropfen). Speziell für die Langzeittherapie und Rezidivprophylaxe gibt es die intramuskuläre Depotform.
In der Schweiz und Österreich ist Flupentixol zusammen mit dem trizyklischen antidepressiv wirksamen  Stoff Melitracen als Kombinationspräparat unter dem Namen Deanxit erhältlich. In Deutschland ist dieses Medikament nicht im Handel.